# サンクリストヴァンFR
サンクリストヴァンFR（ポルトガル語: São Cristóvão de Futebol e Regatas）は、ブラジル・リオデジャネイロ州・リオデジャネイロに本拠地を置くサッカークラブである。

## 歴史
1898年10月12日にCRサンクリストヴァン (Clube de Regatas São Cristóvão) として創設された。1943年2月13日に1909年創設のサンクリストヴァンAC (São Cristóvão Atlético Clube) と合併して、サンクリストヴァンFRのクラブ名に変更された。
1926年のカンピオナート・カリオカでは決勝でフラメンゴを5-1で破り、現在まで唯一のタイトルとなっているカンピオナート・カリオカ優勝を果たした。1934年のLCF主催のカンピオナート・カリオカでは準優勝もしている。
ホームスタジアムの名前は『ロナウド・ナザリオ』である。これはユース時代にロナウドが所属しており、当初『フィゲイラ・デ・メロ・スタジアム』とよばれていたところ、2013年に彼の本名に改名されたものである。

## タイトル
- カンピオナート・カリオカ：1回
  - 1926

## 歴代所属選手
- レオニダス 1929
- ロナウド 1990-1993
- カターニャ 1991-1992
- カルロン 2008